# Whole Lotta Red
Whole Lotta Red é o segundo álbum de estúdio do rapper americano Playboi Carti. Foi lançado em 25 de dezembro de 2020, pela Interscope Records, bem como pelo selo do rapper A$AP Rocky: AWGE. O álbum começou a ser trabalhado no final de 2018 e terminou em novembro de 2020. O álbum é composto por 24 faixas e conta com participações especiais de Kanye West, Kid Cudi e Future. O álbum foi produzido por West, que também canta na música "Go2DaMoon". A produção também foi conduzida pelo colaborador frequente e produtor de Carti, Pi'erre Bourne, juntamente com Maaly Raw e Wheezy, entre outros.
Whole Lotta Red recebeu críticas positivas dos críticos de música. O álbum estreou no topo da Billboard 200 dos EUA, vendendo 100.000 unidades equivalentes a álbuns, das quais 10.000 foram vendas puras, tornando-se o primeiro álbum número um de Carti. Foi eleito o melhor álbum de 2021 pela Rolling Stone e o melhor álbum de hip hop de 2021 pelo jornal americano The Washington Post.O álbum foi eleito o melhor álbum de 2021 pelo jornal americano The Washington Post e melhor álbum de hip hop de 2021 pela revista Rolling Stone.

## Antecedentes e lançamento
Em agosto de 2018, após o lançamento do álbum de estreia de Carti, Die Lit, um vídeo veio à tona discutindo seu próximo álbum e chamando-o de Whole Lotta Red. Em novembro, ele apresentou músicas inéditas em um show em Seattle. Em 2019, durante uma entrevista à GQ, Carti disse que Virgil Abloh seria o diretor criativo do álbum. Em 2019, ele participou de "Earfquake", single principal de Igor do Tyler, the Creator, com fãs notando o uso de técnica "baby voice/voz de bebê". Mais tarde naquele mês, uma música intitulada "Pissy Pamper" com Young Nudy vazou e viralizou na plataforma de mídia social TikTok. "Pissy Pamper" também alcançou o número um na parada musical US Viral 50 do Spotify antes de ser removido. Várias outras músicas também vazariam via YouTube e SoundCloud, fazendo com que Carti refizesse o álbum. Em junho de 2019, ele revelou em uma entrevista ao The Fader que começou a gravar Whole Lotta Red no final de 2018, em estúdio em Atlanta e em sua própria casa.
Em 14 de abril de 2020, Carti twittou a capa de "@ Meh", que foi lançada como single dois dias depois. A canção ficou conhecida pelo uso de sua técnica "baby voice/voz de bebê". Em maio, Carti foi destaque na faixa "Pain 1993", da mixtape de Drake, Dark Lane Demo Tapes, que continuou seu uso da "voz de bebê" e se tornou seu primeiro top 10 na Billboard Hot 100, alcançando o número sete na parada.
Em 23 de novembro, após um hiato nas redes sociais, Carti postou em suas redes sociais fotos borradas de si mesmo, enquanto revelava que o álbum foi entregue à sua gravadora. No mesmo dia, em um perfil da GQ, ele chamou o álbum de "alternativo" e "psicodélico". Nos dias seguintes, Carti anunciou colaborações com vários outros rappers, incluindo Kanye West, Kid Cudi, Future e Travis Scott. Ele também citou Post Malone e Pharrell Williams. O DJ Akademiks postou no Twitter e mencionou em um live que o álbum seria lançado no Dia do Natal e seria produzido por Kanye West.
Em 21 de dezembro, Carti anunciou a capa, data de lançamento e pré-encomendas para mercadorias relacionadas ao álbum. O álbum foi produzido por Kanye West.

## Composição
Whole Lotta Red traz Playboi Carti exibindo "uma profundidade única que se desenvolveu desde o lançamento de Die Lit, com ele minimizando o uso de sua "voz de bebê". Em vez disso, como observado por Nicolaus Li do Hypebeast, o álbum contém um "estilo vocal frenético que define Whole Lotta Red". Latesha Harris, da NPR, também observou como Carti troca sua "voz de bebê" por um som mais agressivo, já que ele continua com seu som sobrenatural característico. Ele opta por não ser um letrista tradicional e, em vez disso atua como um maestro. Seus compassos saltam entre batidas sintetizadas e fraturadas de vários produtores, o resultado final mostra o quão confortável ele está seguindo a linha entre o fascinante e o repetitivo."

## Arte da capa e estética
Em 22 de dezembro de 2020, Carti anunciou a capa da Whole Lotta Red através das redes sociais. A capa foi projetado por Jung "Art Dealer" Chung. A capa é uma imagem em preto e branco de Carti com um contorno branco e a palavra RED em letras vermelhas grandes na parte superior da capa. A capa é baseada e homenageia uma capa da revista punk rock do final dos anos 70 chamada Slash; em especial a edição que ilustra David Vanian da banda de rock inglesa The Damned na capa. As imagens do álbum e os designs das mercadorias foram notados por jornalistas por fazerem referencias ao heavy metal.

## Promoção
Em 16 de abril de 2020, o single principal esperado do álbum, "@ Meh", foi lançado. A música alcançou o número 35 na Billboard Hot 100 dos EUA, onde se tornou sua segunda entrada no top 40 na parada como artista principal. Seu videoclipe estreou no mesmo dia do lançamento da música e foi dirigido pelo próprio Carti e Nick Walker.
Em 25 de dezembro de 2020, na data de lançamento do álbum, foi lançado um videoclipe para a faixa "M3tamorphosis", com participação de Kid Cudi. O videoclipe Foi dirigido por Nico Ballesteros.
Em 20 de Janeiro de 2021, Carti fez uma performance da faixa "Slay3r" no programa norte-americano The Tonight Show Starring Jimmy Fallon como parte da campanha promocional do álbum, a apresentação foi realizada de forma virtual devido as restrições da pandemia de COVID-19. 
No dia 2 de Abril de 2021, foi estreado o videoclipe oficial da musica "Sky", dirigido por Nick Walker.

## Recepção
| Críticas profissionais | Críticas profissionais |
| Pontuações agregadas   | Pontuações agregadas   |
| Fonte                  | Avaliação              |
| ---------------------- | ---------------------- |
| AnyDecentMusic?        | 6.6/10                 |
| Metacritic             | 75/100                 |
| Avaliações da crítica  |                        |
| Fonte                  | Avaliação              |
| AllMusic               | [ 29 ]                 |
| Beats Per Minute       | 27%                    |
| HipHopDX               | 4.4/5                  |
| NME                    | [ 32 ]                 |
| Pitchfork              | 8.3/10                 |
| Rolling Stone          | [ 34 ]                 |
| PopMatters             | 7/10                   |
| Spectrum Culture       | 80%                    |

Whole Lotta Red foi recebido com aclamação crítica generalizada. No Metacritic, o álbum recebeu uma pontuação média de 75 de 100, com base em 7 críticas. O agregador AnyDecentMusic? atribuiu uma pontuação de 6,6 de 10, baseada na avaliação do consenso crítico.
Em uma crítica positiva, Fred Thomas revisou o álbum para AllMusic, elogiando os "instrumentais estourados" e "performances vocais demoníacas". Paul A. Thompson da Pitchfork descreveu Whole Lotta Red como "descontroladamente inovador e surpreendentemente consistente", elogiando as "batidas brilhantes e serrilhadas" e os vocais expressivos de Carti. Danny Schwartz da Rolling Stone gostou do álbum, dizendo: "Playboi Carti - a resposta da geração Z ao Nosferatu - executa emoções, alterna entre elas e as disfarça com uma facilidade inquietante. Ele nunca foi mais enigmático".
Revisando o álbum para a PopMatters, Semassa Boko afirmou: "Whole Lotta Red demonstra o compromisso de Playboi Carti com o crescimento dinâmico e a experimentação. No entanto, é dolorosamente aparente que Carti precisa de mais recursos". Colin Dempsey, da Spectrum Culture, elogiou o álbum, afirmando: "Carti se destaca ao entrar no caixão de um vampiro, zombando de todas as críticas lançadas contra suas presas de vaudeville". Vivian Medithi, da HipHopDX, disse: "Os dracos semi-automáticos são feitos na Roménia e o Drácula também foi. Whole Lotta Red  é o som de uma nova lenda morrendo para nascer. Será o álbum do ano em 2022".
Em uma revisão amistosa, Kyann-Sian Williams, da NME, disse: "Inicialmente, você pode ficar desapontado por ter esperado dois anos pelo que no início soa como uma coleção de faixas descartáveis mal trabalhadas. Em alguns lugares, porém, o disco recompensa suas repetições. Mas não há como fugir do fato de que em 24 faixas longas, não há muita variedade em 'Whole Lotta Red', e a maior lição aqui é: menos é definitivamente mais".  Em uma crítica negativa, Mimi Kenny, da Beats Per Minute, afirmou: "Whole Lotta Red tem uma vibe da mesma forma que um restaurante asiatico tem uma atmosfera; ele apenas monta uma onda de diferentes tons de trap sem vida, uma dança interminável do TikTok no purgatório.. O problema é que Whole Lotta Red quase nunca dá a Carti a chance de ser real. Ele incorpora personalidades insípidas como "estrela do rock" e "vampiro" como se estivesse na Halloween Express.

### Reconhecimento
Whole Lotta Red apareceu nas listas dos melhores álbuns de final de ano de 2021 por várias publicações. O álbum conquistou a primeira posição na lista de melhores álbuns de 2021 no jornal americano The Washington Post. E eleito o melhor álbum de hip hop de 2021 pela revista Rolling Stone.Foi listado em nono lugar como um dos 50 Melhores Álbuns de 2021 pela Pitchfork. O álbum também foi colocando entre as cinco primeiras posições nas listas de final de ano por três outras publicações. Jon Caramanica do The New York Times listou Whole Lotta Red como o nono melhor álbum de 2020, e o portal Stereogum como o quinto melhor álbum de rap de 2021.

### Rankings
| Publicação          | Lista                                                | Posição | Ref.   |
| ------------------- | ---------------------------------------------------- | ------- | ------ |
| The Fader           | Os 50 melhores álbuns de 2021                        | 45      | [ 50 ] |
| The New York Times  | Melhores Álbuns de Jon Caramanica de 2020            | 9       | [ 51 ] |
| Pitchfork           | Os 50 melhores álbuns de 2021                        | 9       | [ 52 ] |
| Rolling Stone       | Os 50 melhores álbuns de 2021                        | 11      | [ 53 ] |
| Rolling Stone       | Os 20 melhores álbuns de hip-hop de 2021             | 1       | [ 54 ] |
| Rolling Stone       | Os 200 melhores álbuns de hip-hop de todos os tempos | 129     | [ 55 ] |
| Stereogum           | Os 10 melhores álbuns de rap de 2021                 | 5       | [ 56 ] |
| The Washington Post | O Melhor Música de 2021                              | 1       | [ 57 ] |

## Lista de faixas
| Alinhamento das faixas de Whole Lotta Red |                                | |                               |         |  |
| N.º                                       | Título                         | Compositor(es) | Produtor(es)                  | Duração |  |
| 1.                                        | "Rockstar Made"                | Jordan Carter Richard Ortiz Jonah Abraham | F1lthy Abraham                | 3:13    |  |
| 2.                                        | "Go2DaMoon" (com Kanye West)   | Carter Kanye West Wheezy | Wheezy                        | 1:59    |  |
| 3.                                        | "Stop Breathing"               | Carter Ortiz Pierre Thevenot Thomas Ross | F1lthy Lukrative Ssort        | 3:38    |  |
| 4.                                        | "Beno!"                        | Carter Tobias Dekker 808 Mafia | Outtatown 808 Mafia           | 2:23    |  |
| 5.                                        | "JumpOutTheHouse"              | Carter Tony Sun | Richie Souf                   | 1:33    |  |
| 6.                                        | "M3tamorphosis" (com Kid Cudi) | Carter Scott Mescudi Ortiz Gabriel Rousseau | F1lthy Gab3                   | 5:12    |  |
| 7.                                        | "Slay3r"                       | Carter Roark Bailey Jeffrey Shannon | Bailey Juberlee               | 2:44    |  |
| 8.                                        | "No Sl33p"                     | Carter Kenneth Pannu | KP Abraham                    | 1:28    |  |
| 9.                                        | "New Tank"                     | Carter Ortiz Abraham | F1lthy Abraham                | 1:29    |  |
| 10.                                       | "Teen X" (com Future)          | Carter Nayvadius Wilburn Maaly Raw | Maaly Raw                     | 3:25    |  |
| 11.                                       | "Meh"                          | Carter Ortiz Dekker | Outtatown Art Dealer Star Boy | 1:58    |  |
| 12.                                       | "Vamp Anthem"                  | Carter Pannu Jasper Harris | KP Harris                     | 2:04    |  |
| 13.                                       | "New N3on"                     | Carter Henry | Maaly Raw                     | 1:56    |  |
| 14.                                       | "Control"                      | Carter Dekker Jung Cho Anton Mendo | Outtatown Art Dealer Star Boy | 3:17    |  |
| 15.                                       | "Punk Monk"                    | Carter Ortiz Thevenot Stefan Cismigiu | F1lthy Lukrative Lucian       | 3:49    |  |
| 16.                                       | "On That Time"                 | Carter Ortiz Mark Williams Raul Cubina | F1lthy Oji x Volta            | 1:42    |  |
| 17.                                       | "King Vamp"                    | Carter Cho | Art Dealer Outtatown Star Boy | 3:06    |  |
| 18.                                       | "Place"                        | Carter Pi'erre Bourne | Pi'erre Bourne                | 1:57    |  |
| 19.                                       | "Sky"                          | Carter Cho | Art Dealer                    | 3:13    |  |
| 20.                                       | "Over"                         | Carter Cho | Art Dealer                    | 2:46    |  |
| 21.                                       | "ILoveUIHateU"                 | Carter Jenks | Pi'erre Bourne                | 2:15    |  |
| 22.                                       | "Die4Guy"                      | Carter Cho | Art Dealer Outtatown Star Boy | 2:11    |  |
| 23.                                       | "Not PLaying"                  | Carter Cho | Art Dealer                    | 2:10    |  |
| 24.                                       | "F33l Lik3 Dyin"               | Carter Bailey Sun Justin Vernon James Blake Rob Moose Bradley Cook Michael Lewis Michael Noyce BJ Burton Marijuana Deathsquads Channy Leaneagh Glass Josh Berg | Bailey Richie Souf            | 3:24    |  |
| Duração total:                            | Duração total:                 | Duração total: | Duração total:                | 62:12   |  |

Créditos dos samples
- "Go2DaMoon" contém um sample da canção "Soul of Bobby Theme, Pt. 2", escrita por Laxmikant Shantaram Kudalkar e Pyarelal Ramprasad Sharma.[58]
- "Stop Breathing" contém um sample não creditada da canção " Shirt Off ", escrita por Radric Davis, Xavier Dotson, Nyquan Malphurs e Greg Hogan, e interpretada por Gucci Mane , Wooh da Kid e Frenchie.[59]
- "Vamp Anthem"  contém um sample não creditado de Toccata and Fugue in D minor, de Johann Sebastian Bach.[60]
- "Control" apresenta um sample vocal não creditada do DJ Akademiks.[61]
- "F33l Lik3 Dyin" contém um sample de "iMi", da banda norte-americana Bon Iver, escrita por Justin Vernon, James Blake, Rob Moose, Bradley Cook, Michael Lewis, Michael Noyce, Brandon Burton, Jeremy Nutzman, Channy Leaneagh, Wesley Glass e Josh Berg.

## Créditos
Créditos adaptados do encarte do álbum e do Tidal.
| - Kanye West – produtor executivo - Matthew Williams – produtor executivo - Marcus Fritz – Mixagem (todas as faixas), engenheiro de áudio (1–4, 6–9, 11, 12, 14–17, 19, 20, 22–24) - Roark Bailey – Mixagem (todas as faixas), engenheiro de áudio (5, 7, 10, 13, 21) - William J. Sullivan – mixagem (6) - Collin Leonard – engenheiro de masterização - Josh Berg – engenheiro de áudio (2) - Liz Robson – engenheiro de áudio (18) - Pi'erre Bourne – engenheiro de áudio (18) |

## Desempenho nas tabelas musicais

### Tabelas semanais
| País — Tabela (2020–2021)               | Posição de pico |
| --------------------------------------- | --------------- |
| Austrália (ARIA)                        | 15              |
| Áustria (Ö3 Austria Top 40)             | 49              |
| Bélgica (Ultratop Flandres)             | 18              |
| Bélgica (Ultratop Valônia)              | 74              |
| Canadá (Billboard)                      | 2               |
| Países Baixos (Dutch Charts)            | 7               |
| Finlândia (Suomen virallinen lista)     | 11              |
| Alemanha (Offizielle Deutsche Charts)   | 45              |
| Irlanda (Official Irish Albums)         | 18              |
| Lituânia (AGATA)                        | 2               |
| Nova Zelândia (RMNZ)                    | 8               |
| Noruega (VG-lista)                      | 5               |
| Suécia (Sverigetopplistan)              | 37              |
| Suíça (Schweizer Hitparade)             | 4               |
| Reino Unido (Official Albums Chart)     | 17              |
| Estados Unidos (Billboard 200)          | 1               |
| Estados Unidos (Top R&B/Hip Hop Albums) | 1               |

### Tabelas de final de ano
| Tabela musical (2021)                 | Posição |
| ------------------------------------- | ------- |
| US Billboard 200                      | 91      |
| US Top R&B/Hip-Hop Albums (Billboard) | 60      |

## Certificações
| País           | Certificação | Vendas  |
| -------------- | ------------ | ------- |
| Estados Unidos | Ouro         | 500,000 |

## Histórico de lançamentos
| Região | Encontro               | Etiqueta (s)            | Formato (s)                | Ref.   |
| ------ | ---------------------- | ----------------------- | -------------------------- | ------ |
| Vários | 25 de dezembro de 2020 | AWGE Interscope Records | Digital download streaming | [ 83 ] |
| Vários | 28 de maio de 2021     | AWGE Interscope Records | Vinil                      | [ 84 ] |